# O je, du fröhliche (Comic)
O je, du fröhliche (englischer Originaltitel Father Christmas) ist ein Comic für Kinder des britischen Autors und Illustrators Raymond Briggs, das 1973 bei Hamish Hamilton veröffentlicht wurde. Die deutsche Erstausgabe erschien 1975 bei Bertelsmann. Briggs setzte die Geschichte rund um den griesgrämigen Weihnachtsmann 1975 in dem Buch Was macht der Weihnachtsmann im Juli? (englischer Originaltitel Father Christmas Goes on Holiday) fort.

## Inhalt
Der Wecker reißt den Weihnachtsmann aus seinem Traum von Sonne und Strand: Es ist der 24. Dezember und ihn erwartet ein Tag voll harter Arbeit, der damit beginnt, Frühstück für sich und seine Haustiere zu machen, die Rentiere und Hühner zu füttern und sich über den vielen Schnee, die eisigen Temperaturen und die nicht gerade sonnige Wettervorhersage zu ärgern. Mit einer Schubkarre lädt der Weihnachtsmann die vielen Geschenke in seinen Schlitten, zieht sein Weihnachtskostüm an, verabschiedet sich von den Haustieren und bricht schließlich mit den Rentieren und seinem Schlitten auf. Sehr zum Ärger des Weihnachtsmanns führt sein Weg durch Schneegestöber, Regen, einen Schneesturm und Nebel. Nach so manchem Fluch geht es endlich ans Geschenke verteilen, doch die engen Kamine sind mühsam, von lästigen Fernsehantennen verstellt oder gar nicht vorhanden, so dass er mühsam Stiegen steigen muss. Wenigstens erwartet den Weihnachtsmann in manchen Häusern ein kleiner Imbiss oder – noch besser – ein Edler Tropfen! Das letzte Geschenk liefert der Weihnachtsmann beim Buckingham-Palast ab, dann ist die Plackerei endlich geschafft und es geht wieder heimwärts. Dort füttert er zuerst die Tiere, macht sich daraufhin eine Tasse Tee, bereitet ein leckeres Weihnachtsessen und genießt ein heißes Bad. Bei einem Bierchen und einer Flasche Wein lässt er sich anschließend seinen Truthahn und nach dem Essen eine Zigarre schmecken. Bevor er zu Bett geht, öffnet er seine eigenen Geschenke: Während ihn die Krawatte von seiner Tante und die Socken von seiner Cousine wenig begeistern, hat er gegen den Edlen Tropfen von seinem Onkel wenig einzuwenden. Seine Katze und sein Hund bekommen ebenfalls ein Geschenk und abschließend wünscht sich der griesgrämige Weihnachtsmann selbst Frohe Weihnachten.

## Rezeption
O je, du fröhliche wurde 1973 für seine Illustrationen mit einer Kate-Greenaway-Medaille ausgezeichnet. Im literarischen Nachschlagewerk 1001 Kinder- und Jugendbücher – Lies uns, bevor Du erwachsen bist! wird der Comic für die Altersstufe 3+ Jahre empfohlen.
Geraldine Brennan schreibt in ihrer Rezension: „Dieser Comic war einer der ersten erfolgreichen Versuche, dem Weihnachtsmann eine Persönlichkeit zu geben. Er basiert auf der Idee von logischen Antworten auf typische Kinderfragen – einschließlich derer, an die niemand gedacht hat.“ Der Guardian schreibt über Briggs’ Weihnachtsmann: „Eine witzige, glaubwürdige und bodenständige Figur!“

## Besonderheiten
Als der Weihnachtsmann im Buckingham-Palast die Geschenke für die Queen abliefert, trifft er dort auf einen Milchmann. Dies ist eine Hommage an Briggs’ Vater, der selbst Milchmann war.

## Ausgaben
- Father Christmas. Hamish Hamilton, UK 1973 (englisch).
- O je, du fröhliche. 1975, 1990, 1995 und 2006. Bertelsmann.
- O je, du fröhliche. 1979 und 1985. Diogenes.

## Adaptionen
O je, du fröhliche und sein Nachfolger Was macht der Weihnachtsmann im Juli? wurden 1991 als 25-minütiger Animationsfilm Der Weihnachtsmann auf Reisen umgesetzt, in dem Dave Unwin Regie führte und Mel Smith dem Weihnachtsmann seine Stimme verlieh (in der deutschen Version Wolfgang Völz).